# T. V. Paul
T. V. Paul (Thazha Varkey Paul; * 10. November 1956 im Distrikt Kottayam) ist ein indischer Politikwissenschaftler. Er forscht und lehrt an der kanadischen McGill University. Sein Fachgebiet sind die Internationalen Beziehungen. 2016/17 amtierte er als Präsident der International Studies Association (ISA).

## Leben
Paul schloss 1980 sein Studium der Politikwissenschaften am Maharajas College, das der University of Kerala angegliedert ist, ab. Danach arbeitete er bis 1985 als Journalist für die Nachrichtenagentur Press Trust of India (PTI) in Neu Delhi. Zugleich studierte er an der School of International Studies (SIS) der Jawaharlal Nehru University und machte dort das Master-Examen. Von Juli 1985 bis Juli 1986 war er als Forschungsstipendiat an der australischen University of Queensland. Anschließend begann er ein Graduiertenstudium an der University of California, Los Angeles (UCLA), wo er im Juni 1991 in Politikwissenschaft zum Ph.D. promovierte. Im September 1991 begann er seine Lehrtätigkeit an der McGill University erst als Assistant Professor, ab 1995 als Associate Professor und ab 2000 als Full professor. 2003 übernahm er den nach dem Universitätsgründer benannten James-McGill-Lehrstuhl.
2018 wurde Paul Royal Society of Canada gewählt.

## Schriften (Auswahl)
- Restraining great powers. Soft balancing from empires to the global era. Yale University Press, New Haven 2018, ISBN 9780300228489.
- The warrior state. Pakistan in the contemporary world. Oxford University Press, New York 2014, ISBN 9780199322237.
- The tradition of non-use of nuclear weapons. Stanford Security Studies, Stanford 2009, ISBN 9780804761314.
- Mit Baldev Raj Nayar: India in the world order. Searching for major power status. Cambridge University Press, New York 2003, ISBN 0521821258.
- Power versus prudence. Why nations forgo nuclear weapons. McGill-Queen's University Press, Montreal/ Ithaca 2000, ISBN 0773520864.
- Asymmetric conflicts. War initiation by weaker powers. Cambridge University Press, Cambridge/New York 1994, ISBN 0521451175.